# 庆琛
庆琛（？—？），镶白旗人，清朝政治人物。
庆琛曾于1846年接替吴金华任福建永安县知县一职，1848年，由丁镗接任。